# 熊猫直播
熊猫直播是中国大陆一个视频直播网站，于2015年10月20日正式公测，王思聪出任首席执行官。
熊猫直播于2019年3月宣布倒闭。

## 关闭风波
2019年3月传出熊猫直播将申请破产的消息，透露了关于员工去向等信息。这一消息引发恐慌，接着直播进入无管理状态，一些不得出现的性感与软色情频出，而中国大陆直播行业不得进行的电子游戏，如彩虹六号亦有出现。3月7日晚，熊猫直播创始团队成员兼首席运营官张菊元称，在资金缺口无法解决情况下，熊猫直播做出了遣散员工的决定。